# Lycoderes ancora
Lycoderes ancora är en insektsart som beskrevs av Ernst Friedrich Germar. Lycoderes ancora ingår i släktet Lycoderes och familjen hornstritar. Inga underarter finns listade i Catalogue of Life.